# تیپ

نماد استاندارد ناتو برای تیپ، تعداد ۱ حرف X قراردادی است و ربطی به تعداد نفرات ندارد.

تیپ (فارسی دری: لواء) در علوم نظامی یگانی راهکنشی معمولاً کوچک‌تر از لشکر که گروه‌ها یا گردان‌ها و یگان‌های کوچک‌تر برای رفع نیاز به آن اعزام می‌شوند.
هر تیپ معمولاً از ۴٬۰۰۰ تا ۶٬۰۰۰ سرباز تشکیل شده‌است. معمولاً ۲ هنگ با هم یک تیپ و ۳ تیپ با هم یک لشکر تشکیل می‌دهند. فرمانده یک تیپ معمولاً درجهٔ سرتیپی دارد.

## پیشینه
تیپ همچون یگان رزمی نخستین بار در سپاه هخامنشیان (۵۵۰ — ۳۳۰ تا میلاد) پدید آمده که بر پایه سیستم شمارش دهدهی گروهبندی می‌شده و «بیوره» (پارسی باستان: -baivara*) نامیده می‌شده و آن را «بیوربد» (پارسی باستان: -baivarapati*) فرماندهی می‌کرد. هر بیوره از ۱۰ هزاره (پارسی باستان: -hazāra*) تشکیل می‌شد و ۱۰ هزار سرباز را در بر می‌گرفت.
بیوره در سپاه اشکانیان (۲۵۰ تا میلاد – ۲۲۴ میلادی)، که سازمان رده‌بندی دهدهی سپاه هخامنشیان را به کار گرفته بود، «گُند» (پارتی: gund «لشکر؛ گروه، دسته» > احتمالاً از ایرانی باستان: -vr̥nda* «سپاه؛ گُند») نام گرفته و فرمانده آن «گُندسالار» (پارتی: gund-sālār) خوانده می‌شد.
در سپاه ساسانیان (۲۲۴ – ۶۵۱ میلادی) نیز همین رده‌بندی و نامگذاری به کار می‌رفته، ولی هر گُند از چند درفش (پارسی میانه: «drafš») تشکیل می‌شد، که هر کدامی هزار سرباز را در بر می‌گرفت. فرمانده گُند در سپاه ساسانیان نیز گُندسالار (پارسی میانه: gund-sālār) نامیده می‌شد.
در پی شکست شاهنشاهی ساسانیان از مسلمانان و گسترش اسلام در ایران‌زمین، عرب‌ها برخی از اصطلاحات نظامی ایرانی را وام گرفتند. چنانچه، «عسکر» از laškar، «جند» از gund و «فیج» از payg (پیاده) در پارسی میانه وام گرفته شده‌اند. اصطلاح «گُند» از زبان‌های ایرانی میانه (پهلوی و پارسی میانه) در زبان‌های ارمنی («gund»)، گرجی («gund-i»)، مندایی («gundā»)، سوریانی («guddā» < «gdd-»)، عبری («g’ḏud») نیز وام گرفته شده‌است. این اصطلاح همچنین از زبان فارسی دری به زبان ترکی وام گرفته شده و اصطلاح فارسی – ترکی «جنباشی» را تشکیل داده، که در زمان حکومت غزنویان و سلجوقیان فرمانده لشکری از چند هزار سرباز را می‌نامیدند. در سده‌های میانه فرمانده ۵ هزار سرباز را «پنج‌هزاری» نیز می‌گفتند.
اصطلاح «گُند» در نخستین سده‌های اسلامی با اصطلاح «لشکر» (پارسی میانه: laškar) جایگزین شده، که پیش از اسلام هم به کار می‌رفته‌است. این اصطلاح در زبان پشتو «غونډ» گشته و هنگ در نیروهای مسلح افغانستان چنین نامیده می‌شود.